# Caladenia colorata
Caladenia colorata är en orkidéart som beskrevs av David Lloyd Jones. Caladenia colorata ingår i släktet Caladenia och familjen orkidéer.
Artens utbredningsområde är Sydaustralien. Inga underarter finns listade i Catalogue of Life.